# HCV Filatoio 2440
L'HCV Filatoio 2440, meglio nota come ValpEagle (dall'animale-simbolo scelto, l'aquila appunto) è stata una squadra di hockey su ghiaccio italiana, costituita nel gennaio 2017 nel luogo storico dell’hockey della Val Pellice, il vecchio stadio Filatoio.

## Storia
L'HCV Filatoio nacque come cooperativa sportiva, e si iscrisse al campionato IHL division I 2017-2018, terza divisione nazionale, venendo sconfitta in finale playoff dal Brixen Falcons, dopo aver superato nelle semifinali il Val Venosta-Vinschgau con un 2-0 nella serie.
La squadra aveva giocato a Pinerolo le prime partite della stagione, per poi, una volta tornato disponibile l'impianto di Torre Pellice, tornare a giocare le partite di casa allo Stadio Cotta Morandini, impianto condiviso - per quella stagione - con l'altra compagine valligiana, l'HC Valpellice, poi escluso dal campionato.
Nella stagione 2018-2019 si iscrive nuovamente al campionato IHL division I. Dopo un regular season fatta di sole vittorie elimina prima il Pieve di Cadore ai quarti di finale (2-0), poi il AHC Vinschgau - Val Venosta in semifinale (2-0). Dopo aver vinto Gara 1 di finale in casa al Palaghiaccio olimpico di Torre Pellice Giorgio Cotta Morandini di fronte ad un tutto esaurito (2.440 spettatori), vince anche Gara 2 contro il Wipptal C a Vipiteno e ottiene così la promozione in IHL.
La prima stagione in serie cadetta fu positiva: chiuse la prima fase della stagione regolare al quarto posto, qualificandosi per la Coppa Italia (venne sconfitta in semifinale dal Merano), ed al quinto la seconda fase, qualificandosi per i play-off. Durante la disputa dei quarti di finale, il campionato venne tuttavia cancellato a causa della pandemia di COVID-19.
Vista la situazione di incertezza legata alla pandemia di COVID-19, nella stagione successiva la FISG diede la possibilità alle squadre iscritte alla IHL di sospendere le attività per una stagione mantenendo comunque i diritti sportivi per la partecipazione alla IHL successiva. Di questa facoltà si avvalse la ValpEagle.
La squadra si iscrisse regolarmente alla IHL 2021-2022 salvo poi ritirare la propria iscrizione il 30 agosto, sospendendo le attività e venendo di fatto sostituita dai Bulldogs.

## Logo e colori
Il logo della squadra consiste in un'aquila che sovrasta due stecche incrociate ed una torre, richiamo alla città che rappresenta. Sotto la scritta Filatoio 2440 hcv. La divisa è bianco-rossa con inserti neri, mentre per alcune gare di play-off è stata utilizzata una casacca nero-verde.